# David Abagna
David Sandan Abagna (* 9. September 1998) ist ein ghanaischer Fußballspieler.

## Karriere

### Klub
Zur Saison 2019/20 wechselte er vom Legon Cities FC zu Ashanti Gold. Seit Oktober 2021 steht er bei Real Tamale unter Vertrag.

### Nationalmannschaft
Seinen ersten bekannten Einsatz für die ghanaische A-Nationalmannschaft hatte er am 5. Januar 2022, bei einer 0:3-Freundschaftsspielniederlage gegen Algerien. Wo er in der 76. Minute für Issahaku Abdul Fatawu eingewechselt wurde. Später stand er auch im Kader der Mannschaft beim Afrika-Cup 2022, kam dort jedoch nicht zum Einsatz.